# Listă de aeroporturi după codul IATA: P
Mai jos este lista de aeroporturi al căror cod IATA începe cu litera P.
Această listă este generată cu date din Wikidata și este actualizată periodic de un robot.
 Editările făcute în listă vor fi șterse la următoarea actualizare!
| Imagine | Cod IATA | Articol                                                          |
| ------- | -------- | ---------------------------------------------------------------- |
|         | PDP      | Aeroportul Internațional Capitán de Corbeta Carlos A. Curbelo    |
|         | PLO      | Aeroportul Port Lincoln                                          |
|         | PXE      | Aeroportul Perry-Houston County                                  |
|         | PBL      | Aeroportul General Bartolomé Salom                               |
|         | PUK      | Aeroportul Pukarua                                               |
|         | PET      | Aeroportul Pelotas                                               |
|         | PHS      | Aeroportul Phitsanulok                                           |
|         | PRU      | Aeroportul Pyay                                                  |
|         | PPP      | Aeroportul Whitsunday Coast                                      |
|         | PCF      | Aeroportul Potchefstroom                                         |
|         | PGU      | Aeroportul Persian Gulf                                          |
|         | PAT      | Aeroportul Internațional Jayprakash Narayan                      |
|         | PBR      | Aeroportul Puerto Barrios                                        |
|         | PMS      | Aeroportul Palmyra                                               |
|         | PVS      | Aeroportul Provideniya Bay                                       |
|         | PSS      | Aeroportul Libertador General José de San Martín                 |
|         | POR      | Aeroportul Pori                                                  |
|         | PST      | Aeroportul Preston                                               |
|         | PTT      | Aeroportul Regional Pratt                                        |
|         | PVA      | Aeroportul El Embrujo                                            |
|         | PKW      | Aeroportul Selebi-Phikwe                                         |
|         | PJB      | Aeroportul Payson                                                |
|         | PPH      | Aeroportul Parai-tepuí                                           |
|         | PDA      | Aeroportul Obando                                                |
|         | PLX      | Aeroportul Semey                                                 |
|         | PLS      | Aeroportul Internațional Providenciales                          |
|         | PRA      | Aeroportul General Justo José de Urquiza                         |
|         | PAN      | Aeroportul Pattani                                               |
|         | PNB      | Aeroportul Porto Nacional                                        |
|         | POP      | Aeroportul Internațional Gregorio Luperón                        |
|         | PSI      | Aeroportul Pasni                                                 |
|         | PBC      | Aeroportul Internațional Hermanos Serdán                         |
|         | PKV      | Aeroportul Pskov                                                 |
|         | PCR      | Aeroportul Germán Olano                                          |
|         | PON      | Aeroportul Poptún                                                |
|         | PTH      | Aeroportul Port Heiden                                           |
|         | PVG      | Aeroportul Internațional Shanghai Pudong                         |
|         | PKN      | Aeroportul Iskandar                                              |
|         | PTV      | Aeroportul Municipal Porterville                                 |
|         | PDF      | Aeroportul Prado                                                 |
|         | PSF      | Aeroportul Municipal Pittsfield                                  |
|         | PTA      | Aeroportul Port Alsworth                                         |
|         | PVC      | Aeroportul Municipal Provincetown                                |
|         | PRG      | Aeroportul Prague Václav Havel                                   |
|         | PSK      | Aeroportul New River Valley                                      |
|         | PNQ      | Aeroportul Pune                                                  |
|         | PSP      | Aeroportul Palm Springs                                          |
|         | PYY      | Aeroportul Pai                                                   |
|         | PDB      | Aeroportul Pedro Bay                                             |
|         | PRN      | Aeroportul Internațional Adem Jashari Pristina                   |
|         | PGS      | Aeroportul Grand Canyon Caverns                                  |
|         | PEH      | Aeroportul Comodoro P. Zanni                                     |
|         | PIB      | Aeroportul Regional Hattiesburg-Laurel                           |
|         | PIF      | Aeroportul Pingtung                                              |
|         | PLP      | Aeroportul Captain Ramon Xatruch                                 |
|         | PNY      | Aeroportul Pondicherry                                           |
|         | PYK      | Aeroportul Internațional Payam                                   |
|         | PUS      | Aeroportul Internațional Gimhae                                  |
|         | PKP      | Aeroportul Puka-Puka                                             |
|         | PIZ      | Aeroportul Point Lay LRRS                                        |
|         | PDS      | Aeroportul Internațional Piedras Negras                          |
|         | PSY      | Aeroportul Port Stanley                                          |
|         | PNS      | Aeroportul Pensacola                                             |
|         | PRK      | Aeroportul Prieska                                               |
|         | PWE      | Aeroportul Pevek                                                 |
|         | PTY      | Aeroportul Internațional Tocumen                                 |
|         | PCD      | Aeroportul Municipal Prairie du Chien                            |
|         | PDC      | Aeroportul Mueo                                                  |
|         | PVW      | Aeroportul Hale County                                           |
|         | PRZ      | Aeroportul Prineville                                            |
|         | PUJ      | Aeroportul Internațional Punta Cana                              |
|         | PAH      | Aeroportul Regional Barkley                                      |
|         | PAU      | Aeroportul Pauk                                                  |
|         | PIT      | Aeroportul Internațional Pittsburgh                              |
|         | PIU      | Aeroportul Internațional Cap. FAP Guillermo Concha Iberico       |
|         | PUF      | Aeroportul Pau Pyrénées                                          |
|         | PUT      | Aeroportul Sri Sathya Sai                                        |
|         | PNR      | Aeroportul Pointe Noire                                          |
|         | PQQ      | Aeroportul Port Macquarie                                        |
|         | PPK      | Aeroportul Petropavl                                             |
|         | PAS      | Aeroportul Național Paros                                        |
|         | PAS      | Aeroportul New Paros                                             |
|         | PSE      | Aeroportul Mercedita                                             |
|         | PLZ      | Aeroportul Port Elizabeth                                        |
|         | PIA      | Aeroportul Internațional Peoria                                  |
|         | PAB      | Aeroportul Bilaspur                                              |
|         | POU      | Aeroportul Regional Hudson Valley                                |
|         | PSW      | Aeroportul Passos                                                |
|         | PLT      | Aeroportul Plato                                                 |
|         | PNE      | Aeroportul Northeast Philadelphia                                |
|         | PLU      | Aeroportul Belo Horizonte/Pampulha – Carlos Drummond de Andrade  |
|         | PNP      | Aeroportul Girua                                                 |
|         | PZB      | Aeroportul Pietermaritzburg                                      |
|         | POH      | Aeroportul Municipal Pocahontas                                  |
|         | PEE      | Aeroportul Bolshoye Savino                                       |
|         | POM      | Aeroportul Internațional Jacksons                                |
|         | PUP      | Aeroportul Pô                                                    |
|         | PKF      | Aeroportul Municipal Park Falls                                  |
|         | PKK      | Aeroportul Pakokku                                               |
|         | PVO      | Aeroportul Reales Tamarindos                                     |
|         | PSV      | Aeroportul Papa Stour                                            |
|         | PPW      | Aeroportul Papa Westray                                          |
|         | PAC      | Aeroportul Internațional Albrook "Marcos A. Gelabert"            |
|         | PDK      | Aeroportul DeKalb-Peachtree                                      |
|         | PSC      | Aeroportul Tri-Cities                                            |
|         | PSN      | Aeroportul Municipal Palestine                                   |
|         | PDL      | Aeroportul Ioan Paul al II-lea                                   |
|         | PIS      | Aeroportul Poitiers – Biard                                      |
|         | POL      | Aeroportul Pemba                                                 |
|         | PPI      | Aeroportul Port Pirie                                            |
|         | PBN      | Aeroportul Porto Amboim                                          |
|         | PMB      | Aeroportul Municipal Pembina                                     |
|         | PPG      | Aeroportul Internațional Pago Pago                               |
|         | PAG      | Aeroportul Pagadian                                              |
|         | POS      | Aeroportul Internațional Piarco                                  |
|         | PMI      | Aeroportul Palma de Mallorca                                     |
|         | PSL      | Aeroportul Perth                                                 |
|         | PNT      | Aeroportul Teniente Julio Gallardo                               |
|         | PSR      | Aeroportul Abruzzo                                               |
|         | PKE      | Aeroportul Regional Parkes                                       |
|         | PSZ      | Aeroportul Puerto Suárez                                         |
|         | PZI      | Aeroportul Panzhihua Bao'anying                                  |
|         | PBG      | Aeroportul Internațional Plattsburgh                             |
|         | PUB      | Aeroportul Pueblo Memorial                                       |
|         | PBM      | Aeroportul Internațional Johan Adolf Pengel                      |
|         | PDD      | Aeroportul Ponta do Ouro                                         |
|         | PEQ      | Aeroportul Municipal Pecos                                       |
|         | PFB      | Aeroportul Lauro Kurtz                                           |
|         | PFQ      | Aeroportul Parsabad-Moghan                                       |
|         | PGI      | Aeroportul Chitato                                               |
|         | PHG      | Aeroportul municipal Port Harcourt                               |
|         | PID      | Aeroportul New Providence                                        |
|         | PLW      | Aeroportul Mutiara                                               |
|         | PNG      | Aeroportul Paranaguá                                             |
|         | POG      | Aeroportul Port-Gentil                                           |
|         | POJ      | Aeroportul Patos de Minas                                        |
|         | PPR      | Aeroportul Tuanku Tambusai                                       |
|         | PPU      | Aeroportul Hpapun                                                |
|         | PSU      | Aeroportul Pangsuma                                              |
|         | PVE      | Aeroportul El Porvenir                                           |
|         | PWD      | Aeroportul Sher-Wood                                             |
|         | PKB      | Aeroportul Regional Mid-Ohio Valley                              |
|         | PTP      | Aeroportul Internațional Pointe-à-Pitre                          |
|         | PES      | Aeroportul Petrozavodsk                                          |
|         | PIN      | Aeroportul Parintins                                             |
|         | PHC      | Aeroportul Internațional Port Harcourt                           |
|         | PNI      | Aeroportul Internațional Pohnpei                                 |
|         | PGH      | Aeroportul Pantnagar                                             |
|         | PRB      | Aeroportul Municipal Paso Robles                                 |
|         | PVH      | Aeroportul Internațional Governador Jorge Teixeira de Oliveira   |
|         | PUM      | Aeroportul Sangia Nibandera                                      |
|         | PUM      | Aeroportul Pomala                                                |
|         | PTF      | Aeroportul Malolo Lailai                                         |
|         | PTW      | Aeroportul Heritage Field                                        |
|         | PVI      | Aeroportul Paranavaí                                             |
|         | PYH      | Aeroportul Cacique Aramare                                       |
|         | PHR      | Aeroportul Pacific Harbour                                       |
|         | PMQ      | Aeroportul Perito Moreno                                         |
|         | PQI      | Aeroportul Internațional Presque Isle                            |
|         | PAJ      | Aeroportul Parachinar                                            |
|         | PWA      | Aeroportul Wiley Post                                            |
|         | PAZ      | Aeroportul Național El Tajín                                     |
|         | PBD      | Aeroportul Porbandar                                             |
|         | PDM      | Aeroportul Pedasi                                                |
|         | PEI      | Aeroportul Internațional Matecaña                                |
|         | PHE      | Aeroportul Internațional Port Hedland                            |
|         | PHK      | Aeroportul Palm Beach County Glades                              |
|         | PKJ      | Aeroportul Playa Grande                                          |
|         | PKR      | Aeroportul Pokhara                                               |
|         | PUU      | Aeroportul Tres de Mayo                                          |
|         | PBU      | Aeroportul Putao                                                 |
|         | PBH      | Aeroportul Paro                                                  |
|         | PGF      | Aeroportul Perpignan–Rivesaltes                                  |
|         | PIC      | Aeroportul Pine Cay                                              |
|         | PMC      | Aeroportul El Tepual                                             |
|         | PMV      | Aeroportul Internațional Del Caribe "Santiago Mariño"            |
|         | PXA      | Aeroportul Atung Bungsu                                          |
|         | PHB      | Aeroportul Parnaíba-Prefeito Dr. João Silva Filho                |
|         | POA      | Aeroportul Internațional Salgado Filho                           |
|         | POZ      | Aeroportul Poznań-Ławica                                         |
|         | PSA      | Aeroportul Internațional Pisa                                    |
|         | PHW      | Aeroportul Hendrik Van Eck                                       |
|         | PZS      | Aeroportul Maquehue                                              |
|         | PPE      | Aeroportul Internațional Mar de Cortés                           |
|         | PLN      | Aeroportul Regional Pellston                                     |
|         | PTJ      | Aeroportul Portland                                              |
|         | PTQ      | Aeroportul Porto De Moz                                          |
|         | PUG      | Aeroportul Port Augusta                                          |
|         | PVK      | Aeroportul Național Aktion                                       |
|         | PIR      | Aeroportul Regional Pierre                                       |
|         | PCS      | Aeroportul Picos                                                 |
|         | PGD      | Aeroportul Punta Gorda                                           |
|         | PGA      | Aeroportul Municipal Page                                        |
|         | PMF      | Aeroportul Parma                                                 |
|         | PSJ      | Aeroportul Kasiguncu                                             |
|         | PAQ      | Aeroportul Municipal Palmer                                      |
|         | PIP      | Aeroportul Pilot Point                                           |
|         | PRS      | Aeroportul Marau Sound                                           |
|         | PRO      | Aeroportul Municipal Perry                                       |
|         | PTM      | Aeroportul Palmarito                                             |
|         | PNL      | Aeroportul Pantelleria                                           |
|         | PGM      | Aeroportul Port Graham                                           |
|         | PSB      | Aeroportul Regional Mid-State                                    |
|         | PYA      | Aeroportul Velasquez                                             |
|         | PDX      | Aeroportul Internațional Portland                                |
|         | PRW      | Aeroportul Prentice                                              |
|         | PZH      | Aeroportul Zhob                                                  |
|         | PTG      | Aeroportul Polokwane                                             |
|         | PUR      | Aeroportul Puerto Rico                                           |
|         | PVD      | Aeroportul T. F. Green                                           |
|         | PER      | Aeroportul Perth                                                 |
|         | PRV      | Aeroportul Přerov                                                |
|         | PNK      | Aeroportul Supadio                                               |
|         | PAA      | Aeroportul Hpa-An                                                |
|         | PAP      | Aeroportul Internațional Toussaint Louverture                    |
|         | PBQ      | Aeroportul Pimenta Bueno                                         |
|         | PGP      | Aeroportul Porto Alegre                                          |
|         | PHT      | Aeroportul Henry County                                          |
|         | PIK      | Aeroportul Glasgow Prestwick                                     |
|         | PIW      | Aeroportul Pikwitonei                                            |
|         | PKG      | Aeroportul Pangkor                                               |
|         | PLQ      | Aeroportul Internațional Palanga                                 |
|         | PMA      | Aeroportul Pemba                                                 |
|         | PMD      | Aeroportul Regional LA/Palmdale                                  |
|         | PMY      | Aeroportul El Tehuelche                                          |
|         | PRR      | Aeroportul Paruima                                               |
|         | PSD      | Aeroportul Port Said                                             |
|         | PSO      | Aeroportul Antonio Nariño                                        |
|         | PUE      | Aeroportul Puerto Obaldia                                        |
|         | PVR      | Aeroportul Licenciado Gustavo Díaz Ordaz                         |
|         | PWK      | Aeroportul Chicago Executive                                     |
|         | PWL      | Aeroportul Purwokerto                                            |
|         | PWO      | Aeroportul Pweto                                                 |
|         | PYJ      | Aeroportul Polyarny                                              |
|         | PCP      | Aeroportul Príncipe                                              |
|         | PZU      | Aeroportul Internațional Port Sudan New                          |
|         | POV      | Aeroportul Regional Portage County                               |
|         | PFJ      | Aeroportul Patreksfjörður                                        |
|         | PRM      | Aeroportul Portimão                                              |
|         | PGN      | Aeroportul Pignon                                                |
|         | PCT      | Aeroportul Princeton                                             |
|         | PPL      | Aeroportul Phaplu                                                |
|         | PJA      | Aeroportul Pajala                                                |
|         | PMK      | Aeroportul Palm Island                                           |
|         | PKM      | Aeroportul Port Kaituma                                          |
|         | PMH      | Aeroportul Regional Greater Portsmouth                           |
|         | PCZ      | Aeroportul Municipal Waupaca                                     |
|         | PLR      | Aeroportul Internațional St. Clair County                        |
|         | PUD      | Aeroportul Puerto Deseado                                        |
|         | PUW      | Aeroportul Regional Pullman-Moscow                               |
|         | PLD      | Aeroportul Carrillo                                              |
|         | POW      | Aeroportul Portorož                                              |
|         | PTK      | Aeroportul Internațional Oakland County                          |
|         | PAK      | Aeroportul Port Allen                                            |
|         | PEU      | Aeroportul Puerto Lempira                                        |
|         | PTO      | Aeroportul Pato Branco                                           |
|         | PKU      | Aeroportul Sultan Syarif Kasim II                                |
|         | PMO      | Aeroportul Internațional Palermo                                 |
|         | PKA      | Aeroportul Napaskiak                                             |
|         | PEG      | Aeroportul Internațional Perugia San Francesco d'Assisi – Umbria |
|         | PYC      | Aeroportul Playón Chico                                          |
|         | PAX      | Aeroportul Port-de-Paix                                          |
|         | PCA      | Aeroportul Portage Creek                                         |
|         | PYG      | Aeroportul Pakyong                                               |
|         | PEV      | Aeroportul Internațional Pécs-Pogány                             |
|         | PMR      | Aeroportul Internațional Palmerston North                        |
|         | PQS      | Aeroportul Pilot Station                                         |
|         | PYP      | Aeroportul Piedmont                                              |
|         | PCB      | Aeroportul Pondok Cabe                                           |
|         | PVU      | Aeroportul Municipal Provo                                       |
|         | PMW      | Aeroportul Palmas (Tocantins)                                    |
|         | PEM      | Aeroportul Internațional Padre Aldamiz                           |
|         | PPS      | Aeroportul Internațional Puerto Princesa                         |
|         | PAF      | Aeroportul Pakuba                                                |
|         | PPT      | Aeroportul Internațional Faa'a                                   |
|         | PFO      | Aeroportul Internațional Paphos                                  |
|         | PIM      | Aeroportul Harris County                                         |
|         | PHI      | Aeroportul Pinheiro                                              |
|         | PTU      | Aeroportul Platinum                                              |
|         | PIO      | Aeroportul Capitán FAP Renán Elías Olivera                       |
|         | PLK      | Aeroportul M. Graham Clark Field, Taney County                   |
|         | PRQ      | Aeroportul Primer Teniente Jorge Eduardo Casco                   |
|         | PXM      | Aeroportul Puerto Escondido                                      |
|         | PVB      | Aeroportul Municipal Platteville                                 |
|         | PTS      | Aeroportul Municipal Atkinson                                    |
|         | PNH      | Aeroportul Internațional Phnom Penh                              |
|         | PLE      | Aeroportul Paiela                                                |
|         | PEN      | Aeroportul Internațional Penang                                  |
|         | PSG      | Aeroportul Petersburg James A. Johnson                           |
|         | PSM      | Aeroportul Portsmouth at Pease                                   |
|         | PEL      | Aeroportul Pelaneng                                              |
|         | PNZ      | Aeroportul Petrolina                                             |
|         | PBO      | Aeroportul Paraburdoo                                            |
|         | PKC      | Aeroportul Petropavlovsk-Kamchatsky                              |
|         | PED      | Aeroportul Pardubice                                             |
|         | PFR      | Aeroportul Ilebo                                                 |
|         | PMP      | Aeroportul Pimaga                                                |
|         | PYE      | Aeroportul Tongareva                                             |
|         | PIL      | Aeroportul Carlos Miguel Jiménez                                 |
|         | PKX      | Aeroportul Internațional Beijing Daxing                          |
|         | PUX      | Aeroportul El Mirador                                            |
|         | PYB      | Aeroportul Jeypore                                               |
|         | PJC      | Aeroportul Internațional Dr. Augusto Roberto Fuster              |
|         | PUN      | Aeroportul Punia                                                 |
|         | PXR      | Aeroportul Surin Pakdi                                           |
|         | PZA      | Aeroportul Paz De Ariporo                                        |
|         | PEA      | Aeroportul Penneshaw                                             |
|         | PHH      | Aeroportul Internațional Pokhara                                 |
|         | PDV      | Aeroportul Plovdiv                                               |
|         | PAY      | Aeroportul Pamol                                                 |
|         | PBE      | Aeroportul Puerto Berrio                                         |
|         | PBJ      | Aeroportul Paama                                                 |
|         | PBZ      | Aeroportul Plettenberg Bay                                       |
|         | PCH      | Aeroportul Palacios                                              |
|         | PCL      | Aeroportul Internațional FAP Captain David Abensur Rengifo       |
|         | PDZ      | Aeroportul Pedernales                                            |
|         | PEW      | Aeroportul Internațional Bacha Khan                              |
|         | PEZ      | Aeroportul Penza                                                 |
|         | PGL      | Aeroportul Trent Lott                                            |
|         | PGQ      | Aeroportul Buli                                                  |
|         | PGZ      | Aeroportul Ponta Grossa                                          |
|         | PHL      | Aeroportul Internațional Philadelphia                            |
|         | PHY      | Aeroportul Phetchabun                                            |
|         | PIE      | Aeroportul Internațional St. Petersburg–Clearwater               |
|         | PIG      | Aeroportul Pigue                                                 |
|         | PJM      | Aeroportul Puerto Jiménez                                        |
|         | PLB      | Aeroportul Clinton County                                        |
|         | PLM      | Aeroportul Internațional Sultan Mahmud Badaruddin II             |
|         | PMZ      | Aeroportul Palmar Sur                                            |
|         | PNC      | Aeroportul Regional Ponca City                                   |
|         | POY      | Aeroportul Municipal Powell                                      |
|         | PRI      | Aeroportul Praslin Island                                        |
|         | PTN      | Aeroportul Harry P. Williams Memorial                            |
|         | PWN      | Aeroportul Pitts Town                                            |
|         | PUY      | Aeroportul Pula                                                  |
|         | PSX      | Aeroportul Municipal Palacios                                    |
|         | PQC      | Aeroportul Phu Quoc                                              |
|         | PQC      | Aeroportul Internațional Phu Quoc                                |
|         | PGV      | Aeroportul Pitt-Greenville                                       |
|         | PVL      | Aeroportul Pike County                                           |
|         | PNA      | Aeroportul Pamplona                                              |
|         | PHF      | Aeroportul Internațional Newport News/Williamsburg               |
|         | PZO      | Aeroportul Manuel Carlos Piar Guayana                            |
|         | PLV      | Aeroportul Poltava                                               |
|         | PBI      | Aeroportul Internațional Palm Beach                              |
|         | PDU      | Aeroportul Paysandú                                              |
|         | PGX      | Aeroportul Périgueux Bassillac                                   |
|         | PIX      | Aeroportul Pico                                                  |
|         | PKO      | Aeroportul Parakou                                               |
|         | PKZ      | Aeroportul Internațional Pakse                                   |
|         | PRH      | Aeroportul Phrae                                                 |
|         | PWQ      | Aeroportul Pavlodar                                              |
|         | PXO      | Aeroportul Porto Santo                                           |
|         | PZY      | Aeroportul Piešťany                                              |
|         | PPY      | Aeroportul Pouso Alegre                                          |
|         | PIH      | Aeroportul Regional Pocatello                                    |
|         | PQM      | Aeroportul Palenque                                              |
|         | PXH      | Aeroportul Prominent Hill                                        |
|         | PXL      | Aeroportul Polacca                                               |
|         | PNU      | Aeroportul Municipal Panguitch                                   |
|         | PHQ      | Aeroportul The Monument                                          |
|         | PNM      | Aeroportul Municipal Princeton                                   |
|         | PXU      | Aeroportul Pleiku                                                |
|         | PHX      | Aeroportul Internațional Phoenix Sky Harbor                      |
|         | PPZ      | Aeroportul Puerto Páez                                           |
|         | PUZ      | Aeroportul Puerto Cabezas                                        |
|         | POF      | Aeroportul Municipal Poplar Bluff                                |
|         | PEK      | Aeroportul Internațional Beijing                                 |
|         | PLJ      | Aeroportul Placencia                                             |
|         | PPN      | Aeroportul Guillermo León Valencia                               |
|         | PPQ      | Aeroportul Kapiti Coast                                          |
|         | PBP      | Aeroportul Punta Islita                                          |
|         | PGK      | Aeroportul Depati Amir                                           |
|         | PEX      | Aeroportul Pechora                                               |
|         | PEO      | Aeroportul Penn Yan                                              |
|         | PDT      | Aeroportul Regional Eastern Oregon                               |
|         | PUQ      | Aeroportul Internațional Presidente Carlos Ibáñez del Campo      |
|         | PTX      | Aeroportul Contador                                              |
|         | PCW      | Aeroportul Internațional Erie-Ottawa                             |
|         | PLF      | Aeroportul Pala                                                  |
|         | PFC      | Aeroportul Pacific City State                                    |
|         | PVF      | Aeroportul Placerville                                           |
|         | PAV      | Aeroportul Paulo Afonso                                          |
|         | PDG      | Aeroportul Internațional Minangkabau                             |
|         | PML      | Aeroportul Port Moller                                           |
|         | PRY      | Aeroportul Wonderboom                                            |
|         | PWT      | Aeroportul Național Bremerton                                    |
|         | PMX      | Aeroportul Metropolitan                                          |
|         | PYM      | Aeroportul Municipal Plymouth                                    |
|         | PPB      | Aeroportul Presidente Prudente                                   |
|         | PPC      | Aeroportul Prospect Creek                                        |
|         | PGB      | Aeroportul Progar                                                |
|         | PHO      | Aeroportul Point Hope                                            |
|         | PJG      | Aeroportul Panjgur                                               |
|         | PNX      | Aeroportul Regional North Texas                                  |
|         | PYO      | Aeroportul Putumayo                                              |
|         | POI      | Aeroportul Captain Nicolas Rojas                                 |
|         | PKY      | Aeroportul Tjilik Riwut                                          |